# Чернігівський повіт
Чернігівський повіт — адміністративно-територіальна одиниця Чернігівської губернії. Повітове місто — Чернігів.
Повіт знаходився в західній частині губернії. Простягався з заходу на схід на 85—90 верст (90—96 км) і з півночі на південь на 40—45 верст (43—48 км). Межував на півночі з Городнянським, на сході з Сосницьким, на півдні Остерським, Козелецьким і Ніжинським повітами Чернігівської губернії і з Мінською губернією на заході. За даними генерального межування, займав площу 3 222,5 верст² або 333 022 десятини (3 667 км²).
Згідно з переписом населення Російської імперії 1897 року в повіті проживало 162 123 чоловік. З них 86,14 % — українці, 5,56 % — росіяни, 7,56 % — євреї, 0,25 % — поляки.
Повіт утворено 1781 року у складі Чернігівського намісництва. У 1796 році увійшов до Малоросійської губернії (2-го складу). 1802 року увійшов до Чернігівської губернії. 1923 року повіт скасовано, а його землі увійшли до Чернігівського району Чернігівської округи.

## Адміністративний поділ

Мапа повіту

Повіт поділявся на 3 стани і 12 волостей:
| Волость            | Волосний центр                       | Кількість сільських общин |
| ------------------ | ------------------------------------ | ------------------------- |
| І стан             |                                      |                           |
| Седнівська         | Седнів                               | 10                        |
| Халявинська        | Халявин                              | 24                        |
| Довжицька          | Довжик                               | 17                        |
| Березнянська       | Березна                              | 18                        |
| ІІ стан            |                                      |                           |
| Горбовська         | Горбове                              | 9                         |
| Янівська           | Янівка (з 1947 р. — Іванівка)        | 14                        |
| Салтиково-Дівицька | Салтикова Дівиця                     | 4                         |
| ІІІ стан           |                                      |                           |
| Козлянська         | Козел (3 1935 — Михайло-Коцюбинське) | 13                        |
| Редьківська        | Редьківка                            | 12                        |
| Пакульська         | Пакуль                               | 9                         |
| Антонівська        | Антоновичі                           | 21                        |
| Слабинська         | Слабин                               | 8                         |

Міста:
- Чернігів із передмістями Берізки, Кавказ, Лісковиця, Холодний Яр, хутором Кордівка, Вовчою Слободою.
- Заштатне місто Березна з хутором Заплаткіна.